# Tactical Manager
Tactical Manager est un jeu vidéo de gestion sportive (football) développé par Talking Birds et édité par Black Legend Software, sorti en 1994 sur DOS, Amiga et Atari ST. Il a pour suite Tactical Manager 2.
Le jeu se nomme Der Trainer en Allemagne.

## Accueil
- Aktueller Software Markt : 10/12 (Amiga)[1] - 11/12 (DOS)[2]
- Amiga Joker : 80 % (Amiga)[3]
- CU Amiga : 87 % (Amiga)[4]